# Манжурка
Манжу́рка — село в Голованівській громаді Голованівського району Кіровоградської області України. Населення становить 34 осіб.

## Населення
Згідно з переписом УРСР 1989 року чисельність наявного населення села становила 50 осіб, з яких 17 чоловіків та 33 жінки.
За переписом населення України 2001 року в селі мешкали 34 особи.

### Мова
Розподіл населення за рідною мовою за даними перепису 2001 року:
| Мова       | Відсоток |
| ---------- | -------- |
| українська | 85,29 %  |
| російська  | 8,82 %   |
| молдовська | 5,88 %   |